# Горностаївська сільська рада (Ленінський район)
Горноста́ївська сільська́ ра́да — адміністративно-територіальна одиниця та орган місцевого самоврядування в Ленінському районі Автономної Республіки Крим. Адміністративний центр — село Горностаївка.

## Загальні відомості
- Населення ради: 2 639 осіб (станом на 2001 рік)

## Населені пункти
Сільській раді були підпорядковані населені пункти:
- с. Горностаївка

## Склад ради
Рада складалася з 20 депутатів та голови.
- Голова ради: Басенко Геннадій Олександрович

### Керівний склад попередніх скликань
| Прізвище, ім'я, по батькові    | Основні відомості                                                         | Дата обрання | Дата звільнення |
| ------------------------------ | ------------------------------------------------------------------------- | ------------ | --------------- |
| Басенко Геннадій Олександрович | Сільський голова, 1947 року народження, освіта вища, член Партії регіонів | 26.03.2006   | 31.10.2010      |
| Басенко Геннадій Олександрович | Сільський голова, 1947 року народження, освіта вища, член Партії регіонів | 31.10.2010   |                 |

Примітка: таблиця складена за даними сайту Верховної Ради України

### Депутати
За результатами місцевих виборів 2010 року депутатами ради стали:

#### За суб'єктами висування
| Суб'єкт висування | Кількість обраних депутатів | %  |
| ----------------- | --------------------------- | -- |
| Партія регіонів   | 19                          | 95 |
| Самовисування     | 1                           | 5  |

#### За округами
| № округу        | Прізвище, ім'я, по батькові   | Дата визнання обраним | Освіта             | Партійна приналежність | Відомості про обраного депутата                                          |
| --------------- | ----------------------------- | --------------------- | ------------------ | ---------------------- | ------------------------------------------------------------------------ |
| Партія регіонів |                               |                       |                    |                        |                                                                          |
| 1               | Червякова Любов Єгорівна      | 02.11.2010            | вища               | член Партії регіонів   | продавець                                                                |
| 2               | Радкевич Володимир Микитович  | 02.11.2010            | середня спеціальна | член Партії регіонів   | тимчасово не працює                                                      |
| 4               | Соломатова Людмила Григорівна | 02.11.2010            | середня спеціальна | член Партії регіонів   | пенсіонер                                                                |
| 5               | Фурман Ольга Василівна        | 02.11.2010            | середня            | член Партії регіонів   | тимчасово не працює                                                      |
| 6               | Мащіц Олеся Іванівна          | 02.11.2010            | середня спеціальна | член Партії регіонів   | , соціальний працівник                                                   |
| 7               | Жданова Людмила Анатоліївна   | 02.11.2010            | середня            | член Партії регіонів   | тимчасово не працює                                                      |
| 8               | Грива Тамара Григорівна       | 02.11.2010            | вища               | член Партії регіонів   | пенсіонер                                                                |
| 9               | Ігнатюк Ірина Олександрівна   | 02.11.2010            | середня спеціальна | член Партії регіонів   | Горностаївська амбулаторія, фельдшер                                     |
| 10              | Василець Галина Федорівна     | 02.11.2010            | середня            | член Партії регіонів   | тимчасово не працює                                                      |
| 11              | Іванов Василь Сергійович      | 02.11.2010            | вища               | член Партії регіонів   | Горностаївська амбулаторія, головний лікар                               |
| 12              | Оліфіренко Галина Петрівна    | 02.11.2010            | середня спеціальна | член Партії регіонів   | Горностаївська амбулаторія, медсестра                                    |
| 13              | Кисільчук Тетяна Борисівна    | 02.11.2010            | вища               | член Партії регіонів   | тимчасово не працює                                                      |
| 14              | Волохов Валерій Федорович     | 02.11.2010            | середня            | член Партії регіонів   | Горностаївська дільниця Ленінської районної електричної станції, майстер |
| 15              | Хоменко Сергій Олексійович    | 02.11.2010            | середня            | член Партії регіонів   | фермер                                                                   |
| 16              | Дука Наталія Миколаївна       | 02.11.2010            | вища               | член Партії регіонів   | Горностаївська загальноосвітня школа, заступник директора                |
| 17              | Покасюк Світлана Михайлівна   | 02.11.2010            | середня спеціальна | член Партії регіонів   | Горностаївська сільська рада, секретар                                   |
| 18              | Сазонов Микола Васильович     | 02.11.2010            | вища               | член Партії регіонів   | фермер                                                                   |
| 19              | Соляник Володимир Іванович    | 02.11.2010            | середня            | член Партії регіонів   | тимчасово не працює                                                      |
| 20              | Юрченко Тамара Василівна      | 02.11.2010            | середня            | член Партії регіонів   | тимчасово не працює                                                      |
| Самовисування   |                               |                       |                    |                        |                                                                          |
| 3               | Сеттаров Енвер Іветович       | 02.11.2010            | середня спеціальна | позапартійний          | приватний підприємець                                                    |